# Matit
Matit, déesse lionne guerrière de la mythologie égyptienne, était vénérée avec le dieu Anty dans le XIIe nome de la Haute-Égypte.